# USS LST-203
O USS LST-203 foi um navio de guerra norte-americano da classe LST que operou durante a Segunda Guerra Mundial.